# 2002年國際足協世界盃決賽
2002年國際足協世界盃決賽是2002年國際足協世界盃的決賽，在日本橫濱舉辦，交戰雙方由德國對上巴西，同時也是雙方第一次交手。巴西隊最終以 2–0 擊敗了德國隊，並奪得隊史上第五座的冠軍獎杯。羅納度這位之後在2006年世界盃寫下得分新紀錄的球員，此役射入了兩球，帶領巴西隊奪得冠軍並勇奪金靴獎。卡富在此役中也創下第三次參加世界杯決賽的紀錄，而這項紀錄也是世界杯史上第一次有人達成。這兩隊進入到十六強之前，分別贏得了E組和C組的分組第一，並且贏得接下來的每場比賽，踏入決賽。德國擊敗了爆冷進半準決賽的美國隊以及地主國南韓，而巴西則淘汰了奪冠熱門英格蘭。 
這場勝利為巴西帶來第五座的冠軍獎盃（史上第一支球隊達到此項榮譽），同时他们也是世界杯历史上第一支能在常规时间内赢得所有七场比赛从而夺冠的球队。德國隊則輸掉第四次世界杯決賽，而這也是另一項紀錄。他們嘗試阻止巴西奪得最多冠軍的殊榮，同時也想奪下隊史第四座冠軍獎盃。

## 晉級之路
| 排名 | 隊伍         | 賽 | 分 |
| ---- | ------------ | -- | -- |
| 1    | 德国         | 3  | 7  |
| 2    | 愛爾蘭       | 3  | 5  |
| 3    | 喀麦隆       | 3  | 4  |
| 4    | 沙烏地阿拉伯 | 3  | 0  |

| 排名 | 隊伍   | 賽 | 分 |
| ---- | ------ | -- | -- |
| 1    | 巴西   | 3  | 9  |
| 2    | 土耳其 | 3  | 4  |
| 3    |        | 3  | 4  |
| 4    | 中國   | 3  | 0  |

### 德國隊
| 排名 | 隊伍         | 賽 | 勝 | 和 | 負 | 得 | 失 | 差  | 分 | 獲得資格   |
| ---- | ------------ | -- | -- | -- | -- | -- | -- | --- | -- | ---------- |
| 1    | 德国         | 3  | 2  | 1  | 0  | 11 | 1  | +10 | 7  | 晉級淘汰賽 |
| 2    | 愛爾蘭       | 3  | 1  | 2  | 0  | 5  | 2  | +3  | 5  | 晉級淘汰賽 |
| 3    | 喀麦隆       | 3  | 1  | 1  | 1  | 2  | 3  | −1  | 4  |            |
| 4    | 沙烏地阿拉伯 | 3  | 0  | 0  | 3  | 0  | 12 | −12 | 0  |            |

在該屆世界盃開踢前，德國隊正為一系列關鍵球員的受傷所苦。明星球員塞巴斯蒂安·代斯勒在德國隊前往日本前兩天和澳洲隊的友誼賽中，遭受膝傷而退出本次世界杯。雖然隊醫第一時間對他的出賽仍有信心，但隨後卻又因怕傷勢惡化而請他退出。 「我們一開始抱著微弱的希望，但現今最重要的事是塞巴斯蒂安的健康而不是世界盃，」總教練魯迪·佛勒說道。此外，後衛群梅赫梅特·紹爾、克里斯蒂安·沃恩斯及延斯·諾沃特尼皆因傷退賽。
德國隊從E組出發，遭遇愛爾蘭隊及較低排名的沙烏地阿拉伯隊和喀麥隆隊。他們在札幌圓頂球場和沙烏地阿拉伯踢的第一場便展現他們奪冠的決心，以8-0的比數擊敗對方。德國隊的射手型前鋒米羅斯拉夫·克洛斯演出帽子戲法，而此役共有6位不同的球員進球。第二戰遇到愛爾蘭時，德國隊以1-0的比數領先了大半場。然而，愛爾蘭隊的羅比·基恩卻在傷停補時快結束的時候，攻破德國門將奧利佛·卡恩的大門。這場比賽最終就以1-1戰成平手，讓德國這次只拿到1分的積分。為了奪取分組第一，德國迎戰積分領先愛爾蘭一分的喀麥隆隊。德國卻在靜岡體育場裡輕鬆地以2-0擊敗喀麥隆，而克洛斯也攻入個人的第五球。德國隊最終以七分積分（兩勝一和）之姿拿下分組第一，晉級十六強。
在十六強賽裡，德國首先濟州世界盃競技場迎戰B組第二的巴拉圭隊。這場比賽是場防守戰，導致整個上半場和幾乎整個下半場都無人得分。但是在第88分鐘的時候，德國隊的奧利弗·諾伊維爾攻入一球，最終為德國贏得了勝利。八強賽中，德國面對爆冷淘汰墨西哥的美國隊。雖然美國隊的射門次數是11比6，但德國最終仍靠著麥可·巴拉克在第38分鐘的進球，以1-0獲勝。
四強賽裡，德國在首爾世界盃競技場遭遇了地主國南韓隊。就如同和巴拉圭隊的比賽一樣，這場又是一場艱苦的防守戰，整個上半場和幾乎整個下半場都無得分。然而在得分契機到來前，比賽的關鍵點先到來。第71分鐘，巴拉克得到淘汰賽中的第二張黃牌，因此他將無法在冠軍賽中亮相。可是，就在四分鐘後，巴拉克便為德國攻入本場比賽的唯一一球。德國隊帶著1-0的勝利，踏入冠軍賽的殿堂，將要來面對巴西隊。

### 巴西隊
| 排名 | 隊伍   | 賽 | 勝 | 和 | 負 | 得 | 失 | 差 | 分 | 獲得資格   |
| ---- | ------ | -- | -- | -- | -- | -- | -- | -- | -- | ---------- |
| 1    | 巴西   | 3  | 3  | 0  | 0  | 11 | 3  | +8 | 9  | 晉級淘汰賽 |
| 2    | 土耳其 | 3  | 1  | 1  | 1  | 5  | 3  | +2 | 4  | 晉級淘汰賽 |
| 3    |        | 3  | 1  | 1  | 1  | 5  | 6  | −1 | 4  |            |
| 4    | 中國   | 3  | 0  | 0  | 3  | 0  | 9  | −9 | 0  |            |

巴西隊被分到有中國隊、哥斯大黎加隊及土耳其隊的C組。在1998年世界杯冠軍賽中，巴西最終以0-3敗給了法國隊。訪談中，巴西中場儒尼尼奧·保利斯塔說，無論是巴西人民還是巴西隊員，或多或少都因上屆冠軍賽敗給法國而感到悲觀。1998年的挫敗之後，巴西隊雇用了一名新教練──路易斯·菲利佩·斯科拉里。斯科拉裡選擇用不同於前位教練的足球風格來帶兵，他稱之為「流氓男孩足球（bullyboy soccer）」。相對於以往巧妙發揮技巧的巴西隊，這種風格的重點放在發揮積極進攻的打法和強硬處理。
6月3日，巴西和土耳其隊開踢第一場。在上半場傷停補時，土耳其隊的哈珊·薩斯射門得分，讓巴西隊中場陷入0-1的落後頹勢。但是就在下半場開賽不久的第50分鐘，巴西隊的羅納度便還以顏色，雙方暫時1-1平手。這樣的比數又維持到第86分鐘。第86分鐘，土耳其後衛阿爾佩·歐札蘭在禁區內鏟倒巴西前鋒里瓦爾多，獲得一張紅牌並奉送對方一次十二碼罰球，而里瓦爾多罰進逆轉土耳其。巴西終場就以2-1獲得勝利。而第二場和中國隊在濟州世界盃競技場的比賽，巴西隊就贏得較為輕鬆。羅貝托·卡洛斯、里瓦爾多、羅納迪紐及羅納度各為巴西射入一球，其中前三球在上半場就已獲得。在這場勝利後，巴西隊淘汰了二連敗的中國隊。最後一場對抗哥斯大黎加隊的比賽中，巴西展現兇猛的進攻球風以5-2贏球。其中羅納度是四位得分球員中，唯一射入兩球的人。巴西隊最終以積分9分及得分11分之姿，拿下分組第一，輕鬆晉級十六強淘汰賽。
以絕佳的姿態進入十六強後，巴西首先面對H組第二的比利時。上半場比賽雙方均無法突破對方門將防線，以0-0暫時平手。但就在第67分鐘，巴西前鋒里瓦爾多射入了第一球。緊接著羅納度又在第87分鐘攻入一球，以2-0的比數確保巴西隊踏入八強。八強賽中，英格蘭隊遭遇巴西隊時，先以麥可·歐文在第23分鐘的得分取得領先。但在上半場傷停補時，里瓦爾多趕在哨聲響起前，射入一球追平了比數。緊接著在下半場開賽5分鐘後，巴西前鋒羅納迪紐便又攻入了領先的一球。可是僅僅7分鐘後，墨西哥籍裁判菲利普·拉摩斯發了一張紅牌給羅納迪紐，導致他無法在準決賽中亮相。雖然巴西隊只剩下十個人，但他們仍能在終場哨聲響起前，守住英格蘭每次的進攻，最終以2-1獲勝，晉級四強面對土耳其。
四強賽中，少了羅納迪紐的巴西將在埼玉2002體育場二次迎戰土耳其隊。這場不像上次一下就有進帳，而是展現出雙方防守的韌性。上半場雙方戰成0-0平手，但情況很快就有所轉變。下半場開賽僅4分鐘後，羅納度又幫助巴西隊射入一球，使比賽最終就以1-0結束。拿下這場比賽的勝利之後，巴西隊晉級決賽面對德國隊，並嘗試得到隊史第五座冠軍獎盃。

## 背景

### 轉播與比賽場地
超過200多個國家與地區透過電視和無線電轉播本次決賽。最後總共有232家不同電視台轉播本次比賽，這是一項世界杯足球賽決賽的新記錄（但下一屆的比賽馬上就破了這個紀錄）。整屆比賽中，決賽吸引了超過6300萬人觀看電視轉播（根據尼爾森民意調查公司）。德國和南韓的比賽是場觀眾眾多的比賽，且大部分為主辦國的球迷。這是世界杯史上非決賽最多人觀賞之球賽。
比賽舉行地點為先前已進行過三場比賽的橫濱國際總合競技場。這座競技場是所有場地中最大同時也是日本最大的場地，可容納超過70,000名觀眾。總計約有260,000人次進此足球場觀看世界杯足球賽的比賽，這是一項新紀錄。

### 比賽用球
比賽用球為專門設計給世界盃的飛火流星。球的設計是不同於正常「探戈」式的三指連接各六角形狀，而不是採用不同的三角狀四個六邊形。其外觀與顏色皆根據亞洲的文化所設計。它亦強調精美的人工泡沫層，給予球獨特的表演特色；而三層針織底盤則確立精確且可預測的球運行路徑。然而，即使有幾球的得分依然令人嘆為觀止，這顆球卻仍被強烈地批評太過於輕薄。這顆球也曾數次在淘汰賽中被質疑。義大利門將詹路易吉·布馮稱此球是顆「荒謬的小孩彈力球」，而巴西隊的艾迪爾森則批評球「又大又輕」。

## 賽事

### 比賽詳情
| 2002年6月30日 20:00 |

| 德国 | 0–2  | 巴西            |
| ---- | ---- | --------------- |
|      | 報告 | 羅納度 67', 79' |

| 橫濱，國際體育場 觀眾人數：69,029 ： (意大利) |

| 德國 | 巴西 |

| GK         | 1  | 奧利佛·卡恩 (c)     |    |     |
| CB         | 2  | 湯馬士·連基         |    |     |
| CB         | 5  | 卡斯滕·拉梅洛       |    |     |
| CB         | 21 | 克里斯托弗·梅策爾德 |    |     |
| RM         | 22 | 托爾斯滕·弗林斯     |    |     |
| CM         | 8  | 迪特馬爾·哈曼       |    |     |
| CM         | 16 | 延斯·耶雷米斯       |    | 77' |
| LM         | 17 | 马尔科·博德         |    | 84' |
| AM         | 19 | 貝恩德·施奈德       |    |     |
| CF         | 11 | 米羅斯拉夫·克洛斯   | 9' | 74' |
| CF         | 7  | 奧利弗·諾伊維爾     |    |     |
| 後備球員： |    |                     |    |     |
| FW         | 20 | 奧利佛·比亞荷夫     |    | 74' |
| FW         | 14 | 吉拉德·阿薩摩亞     |    | 77' |
| MF         | 6  | 克里斯蒂安·齊格     |    | 84' |
| 領隊：     |    |                     |    |     |
| 魯迪·佛勒  |    |                     |    |     |

| GK                     | 1  | 馬科斯            |    |     |
| CB                     | 3  | 盧西奧            |    |     |
| CB                     | 5  | 埃德米爾森        |    |     |
| CB                     | 4  | 羅克·儒尼奧爾     | 6' |     |
| RM                     | 2  | 卡富 (c)          |    |     |
| CM                     | 8  | 吉爾伯托·席爾瓦   |    |     |
| CM                     | 15 | 克萊伯森          |    |     |
| LM                     | 6  | 羅貝托·卡洛斯     |    |     |
| AM                     | 11 | 羅納迪紐          |    | 85' |
| CF                     | 10 | 里瓦爾多          |    |     |
| CF                     | 9  | 羅納度            |    | 90' |
| 後備球員：             |    |                   |    |     |
| MF                     | 19 | 儒尼尼奧·保利斯塔 |    | 85' |
| FW                     | 17 | 德尼爾森          |    | 90' |
| 領隊：                 |    |                   |    |     |
| 路易斯·菲利佩·斯科拉里 |    |                   |    |     |

| 最佳球員： 羅納度 (巴西) 助理裁判員： Leif Lindberg (瑞典) Philip Sharp (英格蘭) 第四球證： Hugh Dallas (蘇格蘭) | 比賽規則 - 90 分鐘 - 賽和需要進行 30 分鐘加時賽 - 假如仍然賽和則會進行互射十二碼 - 最多三個換人調動 |

### 統計數據
全場
|          | 德國 | 巴西 |
| -------- | ---- | ---- |
| 進球     | 0    | 2    |
| 射門     | 12   | 9    |
| 正射     | 4    | 7    |
| 控球時間 | 57%  | 43%  |
| 角球     | 13   | 3    |
| 犯規     | 21   | 19   |
| 越位     | 1    | 0    |
| 黃牌     | 1    | 1    |
| 紅牌     | 0    | 0    |

## 外部連結
- YouTube－2002年國際足協世界盃決賽賽事全場片段足本重溫（页面存档备份，存于）